# Baixa Cerdanya
Alsó-Cerdanya (katalánul Baixa Cerdanya, spanyolul Baja Cerdaña) járás (comarca) Katalóniában, Girona és Lleida tartományokban, a Felső-Pireneusok és Aran (Alt Pirineu i Aran) katalán régióban, a Pireneusokban. Cerdanya másik része, Felső-Cerdanya (Alta Cerdanya) már Franciaországban található.  A járás egy része (Llívia központtal) a folytonos országhatártól északra enklávéként, francia területekkel körülvéve helyezkedik el. Székhelye Puigcerdà.
Andorrával, Ripollès, Berguedà, Alt Urgell és a franciaországi Felső-Cerdanya járásokkal határos.
A középkorban Cerdanya grófság része volt.

## Települések

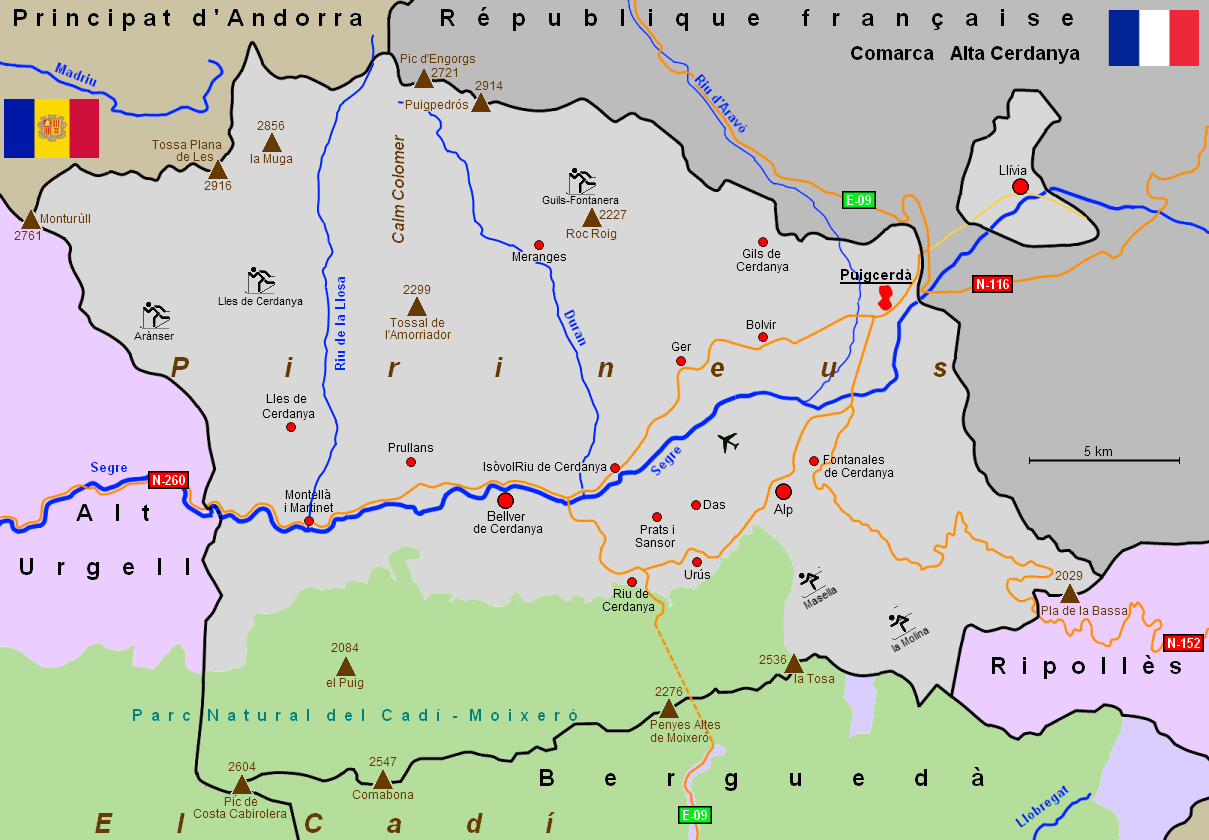
Alsó-Cerdanya térképe

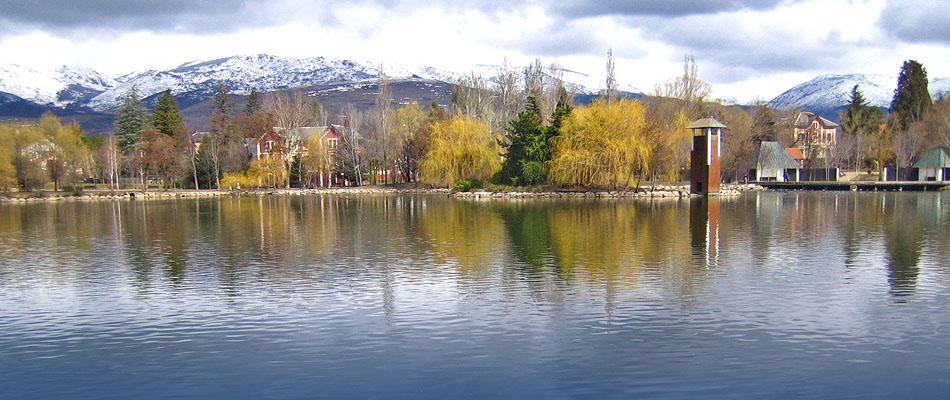
A Puigcerdài-tó

| Település (spanyol név)                                                 | Népesség (fő, 2004) |
| ----------------------------------------------------------------------- | ------------------- |
| Alp                                                                     | 1315                |
| Bellver de Cerdanya (Bellver de Cerdaña)                                | 1738                |
| Bolvir                                                                  | 276                 |
| Das                                                                     | 165                 |
| Fontanals de Cerdanya (Fontanáls de Cerdanya vagy Fontanals de Cerdaña) | 428                 |
| Ger                                                                     | 409                 |
| Guils de Cerdanya (Guils de Cerdaña)                                    | 368                 |
| Isòvol (Isóbol)                                                         | 202                 |
| Lles de Cerdanya (Lles)                                                 | 246                 |
| Llívia (Llivia)                                                         | 1173                |
| Meranges (Maranges)                                                     | 85                  |
| Montellà i Martinet (Montellá Martinet)                                 | 535                 |
| Prats i Sansor (Prats y Sampsor)                                        | 217                 |
| Prullans (Prulláns)                                                     | 233                 |
| Puigcerdà (Puigcerdá)                                                   | 8370                |
| Riu de Cerdanya (Ríu)                                                   | 99                  |
| Urús                                                                    | 206                 |

## Kapcsolódó irodalom
- Manel Figuera. Els 40 millors racons de la Cerdanya. Barcelona, RACC-62 (2005). ISBN 84-96149-39-0
- Volum 5. La Gran Enciclopèdia en català. Barcelona, Edicions 62 (2004). ISBN 84-297-5433-4
- Juan Antonio Bertrán. La Cerdaña de siempre. Barcelona, Editorial Juventud (1992). ISBN 84-261-2660-X
- Enric Sànchez-Cid. Del Cap de Creus a la Franja. Valls, Cossetania Edicions (2003). ISBN 84-96035-93-X
- DDAA. La guia RACC de Catalunya. Barcelona, RACC-Edicions 62 (2005). ISBN 84-96149-36-6
- Enric Ventosa i Serra. Les esglésies romàniques de la Cerdanya. Barcelona, Farell (2004). ISBN 84-95695-39-1
- DDAA. Un any a la Cerdanya. Descobrir Catalunya, Edicions 62. ISSN 1138-2813 (1998)
- Semproniana, Pròleg: Ignasi Riera. La Cuina Tradicional de Cerdanya. Tremp, Garsineu Edicions (1995). ISBN 84-88294-53-0
- Antoni Mañé - Lluís Vidal i Carme Vila. Guia dels monuments megalítics de la Cerdanya. Publicacions Abadia de Montserrat (2006). ISBN 84-84158-29-2